# 三重県立昴学園高等学校
三重県立昴学園高等学校（みえけんりつすばるがくえんこうとうがっこう）は、三重県多気郡大台町に所在する公立の高等学校。全国でも珍しい、全寮制の公立高等学校総合学科である。

## 設置学科
- 総合学科
  - 国際交流系列
  - 美術工芸系列
  - 環境技術系列
  - 介護福祉系列
  - 総合スポーツ系列

## 校風
普段の日は、私服登校（カジュアルスタイル）が認められ、自由な一方、生徒一人一人の責任を重んじる学校である。

## 沿革
- 1987年（昭和62年）3月1日　三重県立荻原高等学校となる。
- 1995年（平成7年）4月1日　三重県立昴学園高等学校と改称される。
- 2005年（平成17年）2月　創立10周年記念式典挙行。
- 2006年（平成18年）　三重県率先実行賞の出納長賞を受賞
- 2015年（平成27年）8月　創立20周年記念式典挙行。
- 2020年（令和2年）定員の10％を上限に県外募集を実施予定[1]

## 教育方針

### 校名
校名には以下のような理由がある。
- 6つの星の1つ1つが美しく輝きながら仲良くまとまっている様子をイメージした。
- 新しいタイプの高等学校は、特色ある5つの分野（国際交流・環境技術・美術工芸・介護福祉・総合スポーツ）の教育内容を用意しており、それらが総合学科としてまとまっている。
- 全寮制の高等学校であり、生徒1人1人が美しく輝きながら仲良くまとまっている様子がうかがえ、この新しいタイプの高等学校にふさわしい。

### School Spirit
頭文字をつなげると、校名のローマ字表記（SUBARU）となる。
- Sincerity:誠実
- Uniqueness:個性
- Belief:信念
- Activity:活動
- Responsibility:責任
- Understanding:相互理解

## 学校行事
- 入学式・入寮式
- 新入生歓迎パーティー（寮行事）
- 春季遠足
- 前期考査I
- 体育祭
- 前期考査II
- 七夕パーティー（寮行事）
- 地域清掃活動
- 養正高等学校（大韓民国）との交流会
- 人権集会I
- 養正学校へ派遣（生徒5、または6名）
- 前期考査III
- 秋季遠足・修学旅行（大韓民国）
- 昴祭（文化祭）
- 後期考査I
- クリスマスパーティー（寮行事）
- 人権集会II
- 卒業考査（3年生）
- 卒業記念植樹
- 退寮パーティー（寮行事）
- 後期考査II
- 卒業式・卒業記念パーティー
- マラソン大会
- 球技大会
- 人権集会III

## 生徒会活動・部活動など
- 地域清掃活動、生徒総会（年1回）、養正高校との交流会

### 部活動
- 運動部 - サッカー部、女子ソフトテニス部、男子バスケットボール部、女子バレーボール部、野球部、陸上部
- 文化部 - コンピュータ部、茶道部、美術部、邦楽部
- サークル - 男子バレーボール、英会話、人権問題研究会、和太鼓
- 寮サークル - バスケットボール、バレーボール、英会話、フットサル、ダンス